# Колтунов, Валентин Яковлевич
Валентин Яковлевич Колтунов (21 февраля 1940 — 3 апреля 2016, Санкт-Петербург) — советский футболист, защитник, всю свою игровую карьеру провёл в динамовских клубах из Махачкалы, Минска и Ленинграда.

## Карьера
Карьеру начинал в 1959 году в махачкалинском «Динамо». С 1964 по 1967 годы играл за минское «Динамо», за которое провёл 41 матчей в высшей союзной лиге, забил 1 гол.
В 1968 году перешёл в ленинградское «Динамо», в первом же сезоне под руководством Геннадия Бондаренко стал игроком основного состава, приняв участие в 37 матчах.